# Gangsta's Paradise (canção)
"Gangsta's Paradise" é uma canção do rapper americano Coolio gravada como clipe para o filme Dangerous Minds (1995) (estrelando Michelle Pfeiffer). Anos mais tarde, em 2013, a música foi novamente usada como tema principal de um filme, dessa vez no filme Pain & Gain (estrelando Mark Walhberg e Dwayne The Rock Johnson). Ainda no ano de 1995, a canção foi lançada nos álbuns Gangsta's Paradise e trilha-sonora de Dangerous Minds em 1995. Coolio ganhou um Grammy pela canção/álbum. A canção foi votada como sendo o melhor single do ano nas enquetes Pazz & Jop do The Village Voice. O Media Traffic deu à canção o título de 15º single de maior sucesso em toda a história. É reconhecida como sendo a maior canção de rap de todos os tempos.[carece de fontes?]

## Fundo musical e composição
A música é uma regravação da canção "Pastime Paradise", de Stevie Wonder, de seu álbum Songs in the Key of Life. "Gangsta's Paradise" usa o mesmo tom, e uma orquestra diferente do mesmo fundo musical. Coolio alterou a letra para que indicasse mais explicitamente como era a vida nas ruas.

## Letra
A canção começa com uma passagem do Salmo 23:4 da Bíblia: Conforme eu caminho pelo vale da sombra da morte, mas então diverge com: Eu dou uma olhada em minha vida/ E me dou conta de que não sobrou mais nada. O coral com chorus no fundo da música também contribui para um tom mais religioso.
Vários versos são obscuros e trágicos e são uma crítica à violência e a tragédia da vida "gangsta". Os versos do refrão (cantados por L.V.) Me diga por que somos tão cegos para ver / Que os únicos que nós machucamos somos você e eu sugerem uma autocrítica para as pessoas.

## Versões
L.V. (nome artístico de Larry Sanders, coautor da música) lançou uma versão solo do single em 1996 em seu primeiro álbum de estúdio, I Am L.V. Esta versão não conta com a participação de Coolio, e possui versos adicionais compostos pelo próprio L.V. O single não conseguiu repetir o mesmo nível de popularidade da versão com Coolio.

## Desempenho nas paradas
O single chegou à posição #1 das paradas musicais dos Estados Unidos, Reino Unido, Canadá, Alemanha, França, Suécia, Áustria, Países Baixos, Noruega, Suíça, Austrália, e Nova Zelândia, fazendo deste o single de maior sucesso de Coolio em toda sua carreira.
"Gangsta's Paradise" é certamente uma das canções de hip-hop de maior sucesso em toda a história, alcançando o #1 em mais de 20 países ao redor do mundo, incluindo o Reino Unido, onde se tornou a primeira canção rap a vender mais de 1,000,000 de cópias.

### Posições
| Top (1995/1996)                            | Melhor posição |
| ------------------------------------------ | -------------- |
| Alemanha                                   | 1              |
| Austrália - Parada de Singles ARIA         | 1              |
| Áustria                                    | 1 (9x)         |
| Bélgica (Flanders)                         | 1              |
| Bélgica (Valônia)                          | 1              |
| Canadá - Hot 100 Singles                   | 1              |
| Portugal - Hot 100 Singles                 | 1              |
| EUA - Billboard Hot 100                    | 1 (3x)         |
| EUA - Billboard Top Canções de Hip-Hop/R&B | 1              |
| Finlândia                                  | 1 (9x)         |

| Top (1995/1996)                         | Melhor posição |
| --------------------------------------- | -------------- |
| França                                  | 1 (13x)        |
| Holanda                                 | 1              |
| Irlanda                                 | 1              |
| Letônia                                 | 1              |
| Lituânia                                | 1              |
| Noruega                                 | 1              |
| Nova Zelândia - Parada de Singles RIANZ | 1 (9x)         |
| Suécia                                  | 1              |
| Suíça                                   | 1 (6x)         |
| Reino Unido - UK Singles Chart          | 1 (2x)         |
| United World Chart                      | 1 (12x)        |

## Vendas e prêmios
| Billboard - Billboard Year-End Chart-Toppers 1995 - Número um no Top Hot 100 Singles - Número um no Top Hot 100 Vendas de Single (2.5 milhões de cópias) (2x platina) Grammy Awards - Melhor Performance de Rap | MTV - MTV Video Music Awards 1996 - Melhor Videoclipe de Rap - Melhor Videoclipe Baseado em Filme |